# Frank Sysyn

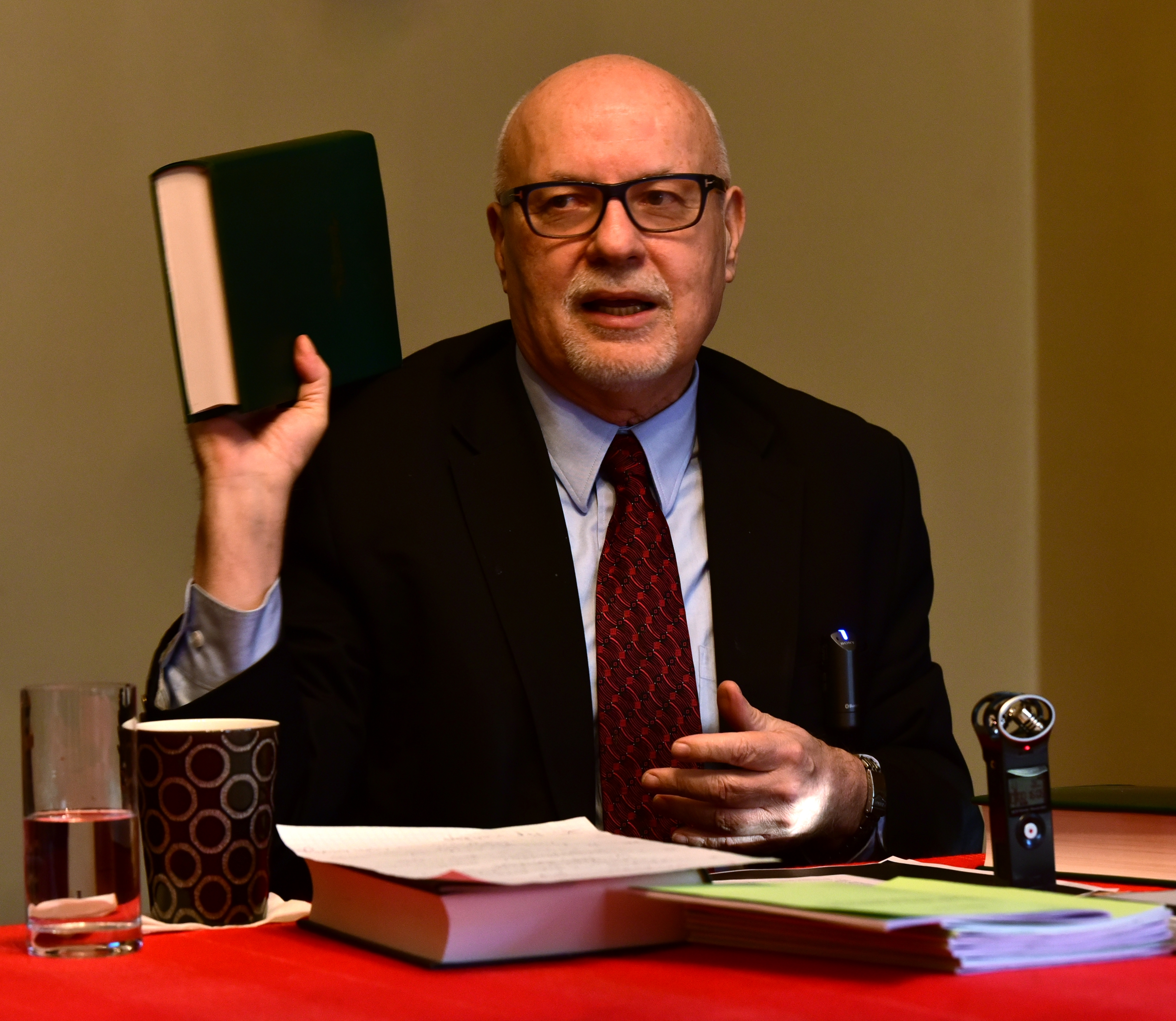
Frank Sysyn 2018

Frank Edward Sysyn (ukrainisch Франк Едвард Сисин; * 27. Dezember 1946 in Passaic, New Jersey, Vereinigte Staaten) ist ein US-amerikanischer und kanadischer Historiker, Organisator der Wissenschaft, Übersetzer und Spezialist für die Geschichte der Ukraine.

## Leben
Frank E. Sysyn kam 1946 als Sohn einer ukrainischen Einwandererfamilie in New Jersey zur Welt. Bereits sein Vater Fedir wurde 1923 in den USA geboren. Dessen Vater Mychajlo kam 1904 aus dem galizischen Dorf Mschanez nach Amerika und seine Großmutter, die aus dem Dorf Truschewytschi (Трушевичі) bei Dobromyl stammte, gelangte 1920 nach Amerika. Seine Mutter stammte aus einer irisch-niederländischen Familie. Ihr Großvater väterlicherseits kam 1852 im Alter von zwei Jahren aus Holland in die USA.
1964 absolvierte er die Clifton High School mit Auszeichnung und erhielt ein Stipendium, woraufhin er im selben Jahr ein Studium an der Princeton University begann, das er 1968 mit einem Bachelor-Abschluss beendete. Im darauffolgenden Jahr absolvierte er ein Master-Studium an der School of Slavic Studies an der Universität London und 1976 verteidigte seine Doktorarbeit in Philosophie an der Harvard University, wo er von 1969 an Doktorand war. Im Anschluss lehrte er bis 1985 an der Harvard University und war von 1985 bis 1988 stellvertretender Direktor des Harvard Ukrainian Research Institute. Seit 1989 ist er Direktor des Petro Yatsyk Centre for Ukrainian Historical Research („Petro Jacyk“ Zentrum für das Studium der Geschichte der Ukraine) des Canadian Institute of Ukrainian Studies der University of Alberta im kanadischen Edmonton. Er lehrte wiederholt als Gastprofessor an der Columbia University und an deutschen Universitäten. Er war Dekan der philosophischen Fakultät der Ukrainischen Freien Universität in München.
Sysyn erforscht die Geschichte der Ukraine der frühen Neuzeit und in der Neuzeit. Er war leitend an der Übersetzung von bisher 6 Bände von Mychajlo Hruschewskyjs Werken ins Englische beteiligt. Er ist Verfasser zahlreicher Artikel zu Bohdan Chmelnyzkyj und den Chmelnyzkyj-Aufstand, die frühneuzeitliche ukrainische Geschichtsschreibung, die ukrainische Religionsgeschichte und den Holodomor. Zudem war er einer der Herausgeber der dreibändigen Ausgabe der gesammelten Werke von Mychajlo Subryzkyj (Михайло Іванович Зубрицький).